# Лансароте (аеропорт)
Аеропорт Лансароте також відомий як Аеропорт Арресіфе (IATA: ACE, ICAO: GCRR) (ісп. Aeropuerto de Lanzarote) — аеропорт, який обслуговує острів Лансароте, Канарські острови. Аеропорт розташований у Сан-Бартоломе за 5 км на SW від міста Арресіфе.

## Авіалінії та напрямки

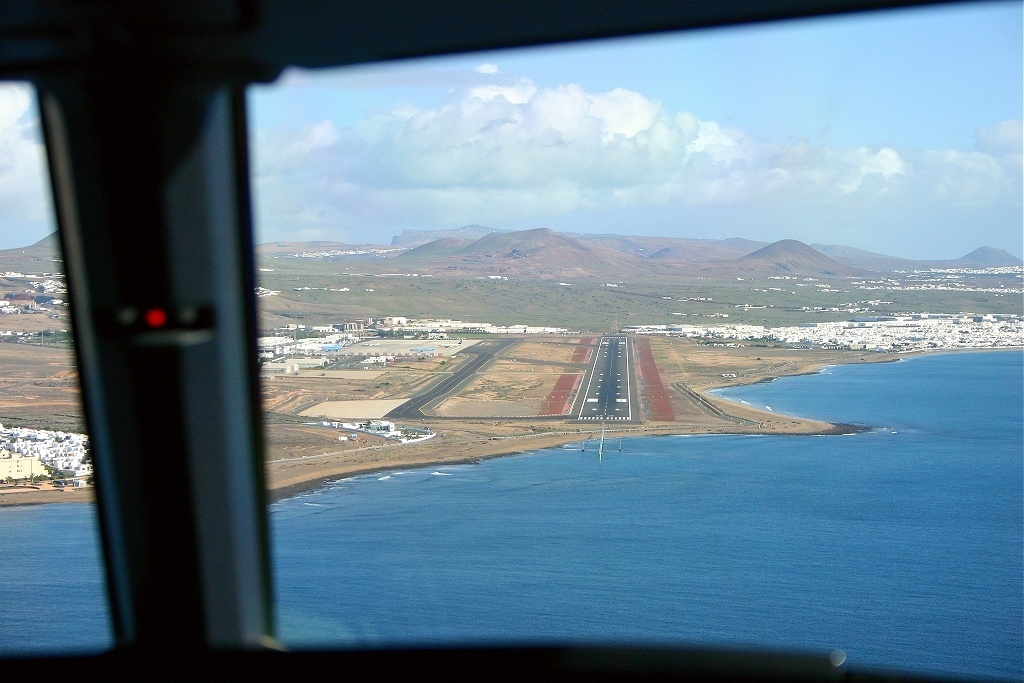
Lanzarote Airport seen from the cockpit of an aircraft on approach

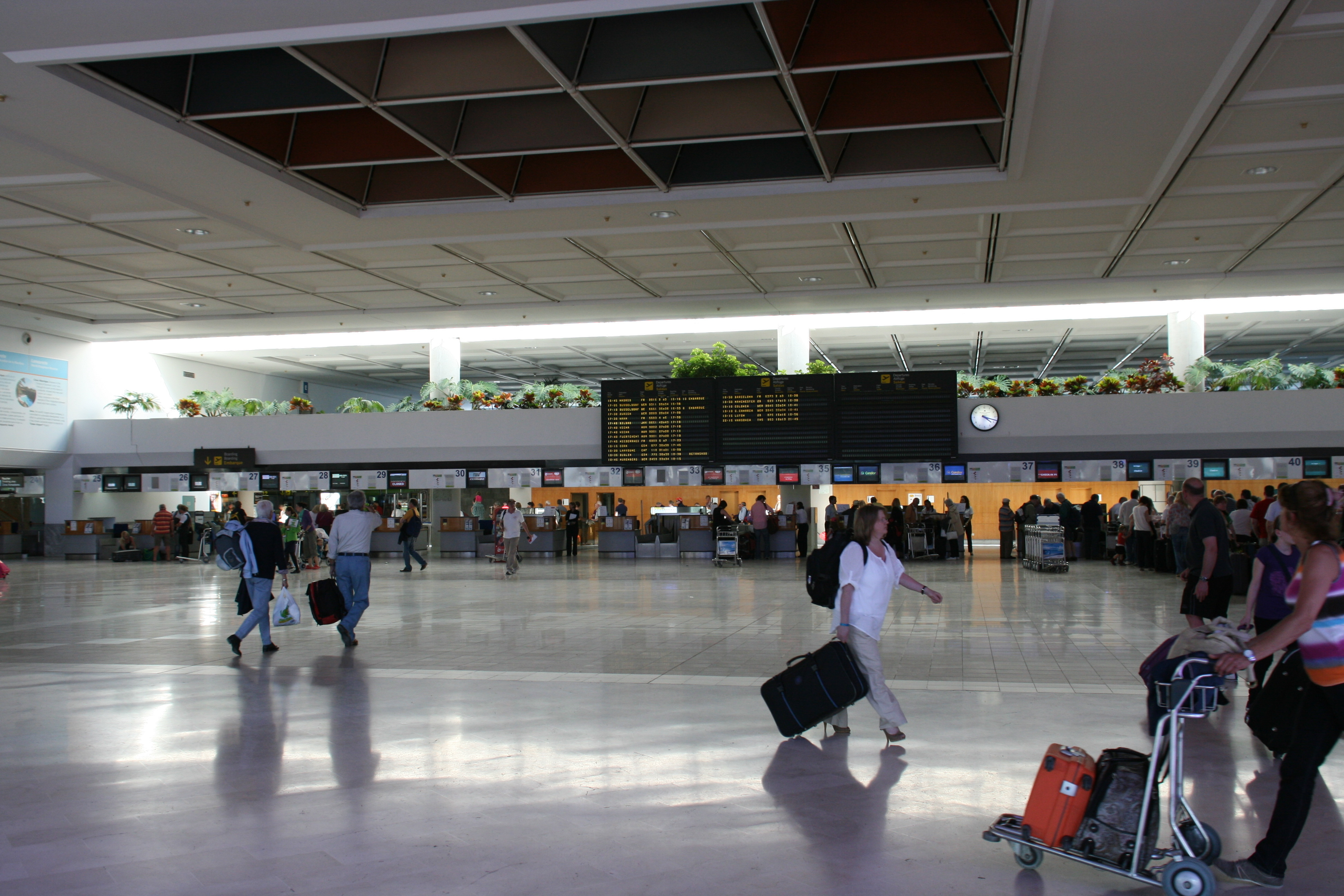
Terminal concourse

| Авіакомпанія            | Пункт призначення |
| ----------------------- | --- |
| Aer Lingus              | Корк, Дублін Сезонний: Шаннон |
| Air Europa              | Більбао, Мадрид, Сантьяго-де-Компостела Сезонний: Барселона |
| Air Europa Express      | Гран-Канарія |
| Austrian Airlines       | Відень |
| Binter Canarias         | Гран-Канарія, Тенерифе-Північний |
| British Airways         | Лондон-Гатвік |
| Brussels Airlines       | Брюссель |
| CanaryFly               | Гран-Канарія, Тенерифе-Північний |
| Condor                  | Дюссельдорф, Франкфурт, Гамбург, Ганновер, Лейпциг/Галле, Мюнхен, Штутгарт |
| Corendon Dutch Airlines | Сезонний чартер: Амстердам |
| Danish Air Transport    | Сезонний чартер: Копенгаген |
| easyJet                 | Белфаст, Бристоль, Ліверпуль, Лондон-Гатвік, Лондон-Лутон, Манчестер (з 7 листопада 2018), Мілан-Мальпенса Сезонний: Амстердам, Гамбург, Лондон-Саутенд |
| easyJet Switzerland     | Базель-Мюлуз-Фрайбург |
| Edelweiss Air           | Цюрих |
| Enter Air               | Сезонний чартер: Варшава-Шопен |
| Eurowings               | Берлін-Тегель, Дюссельдорф |
| Finnair                 | Сезонний: Гельсінкі |
| Iberia Express          | Мадрид |
| Jet2.com                | Белфаст, Бірмінгем, Східний Мідландс, Единбург, Глазго, Лідс/Бредфорд, Лондон-Станстед, Манчестер, Ньюкасл |
| Jet Time                | Сезонний чартер: Копенгаген |
| Laudamotion             | Сезонний: Дюссельдорф |
| Luxair                  | Люксембург |
| Neos                    | Сезонний: Мілан-Мальпенса |
| Norwegian Air Shuttle   | Лондон-Гатвік, Осло-Гардермуен Сезонний чартер: Берген |
| Novair                  | Сезонний чартер: Осло-Гардермуен, Стокгольм-Арланда |
| Ryanair                 | Барселона, Париж-Бове, Белфаст, Мілан-Бергамо, Берлін-Шенефельд, Бірмінгем, Болонья, Бристоль, Брюссель-Шарлеруа, Корк, Дублін, Східний Мідландс, Единбург, Ейндговен, Франкфурт, Франкфурт-Хан, Нок, Лідс/Бредфорд, Ліверпуль, Лондон-Лутон, Лондон-Станстед, Мадрид, Манчестер, Глазго-Прествік, Рим-Фіумічіно, Сантьяго-де-Компостела, Севілья, Шаннон, Веце Сезонний: Сантандер, Валядолід, Сарагоса |
| Scandinavian Airlines   | Сезонний чартер: Берген |
| SmartWings              | Прага Сезонний: Брест-Бретань, Лілль, Ліон, Нант Сезонний чартер: Дублін |
| Smartwings Poland       | Сезонний чартер: Катовиці, Варшава-Шопен |
| SunExpress Deutschland  | Кельн/Бонн, Дюссельдорф, Франкфурт, Ганновер, Мюнхен, Нюрнберг, Падерборн/Ліппштадт, Штутгарт |
| Thomas Cook Airlines    | Белфаст, Бірмінгем, Бристоль, Кардіфф, Східний Мідландс, Глазго, Лондон-Гатвік, Лондон-Станстед, Манчестер, Ньюкасл |
| Transavia               | Амстердам, Ейндговен, Роттердам Сезонний: Гронінген |
| TUI Airways             | Бірмінгем, Борнмут, Бристоль, Кардіфф, Донкастер/Шеффілд, Східний Мідландс, Единбург, Ексетер, Лондон-Гатвік, Лондон-Лутон, Манчестер, Ньюкасл Сезонний: Белфаст, Глазго, Лондон-Станстед Сезонний чартер: Гетеборг, Шеннон (з 16 травня 2019) |
| TUI fly Belgium         | Брюссель |
| TUI fly Deutschland     | Дюссельдорф, Франкфурт, Ганновер, Мюнхен, Штутгарт |
| TUI fly Netherlands     | Амстердам, Ейндговен Сезонний: Роттердам |
| TUI fly Nordic          | Сезонний чартер: Гельсінкі, Мальме, Осло-Гардермуен, Стокгольм-Арланда |
| Volotea                 | Сезонний: Бордо, Марсель |
| Vueling                 | Барселона, Більбао, Малага, Париж-Орлі, Севілья, Цюрих |

## Статистика
|                         | Пасажирообіг | Авіатрафік | Вантажообіг (тонн) |
| ----------------------- | ------------ | ---------- | ------------------ |
| 2000                    | 5,002,551    | 44,814     | 6,403              |
| 2001                    | 5,079,790    | 43,368     | 7,134              |
| 2002                    | 5,123,574    | 45,050     | 7,201              |
| 2003                    | 5,383,426    | 47,667     | 7,492              |
| 2004                    | 5,517,136    | 48,446     | 7,996              |
| 2005                    | 5,467,499    | 47,158     | 6,629              |
| 2006                    | 5,626,087    | 50,172     | 6,113              |
| 2007                    | 5,625,580    | 52,968     | 5,784              |
| 2008                    | 5,438,178    | 53,375     | 5,429              |
| 2009                    | 4,701,669    | 42,915     | 4,146              |
| 2010                    | 4,938,632    | 46,668     | 3,787              |
| 2011                    | 5,543,744    | 49,675     | 2,873              |
| 2012                    | 5,168,775    | 44,787     | 2,108              |
| 2013                    | 5,334,599    | 44,259     | 2,081              |
| 2014                    | 5,883,039    | 49,575     | 2,050              |
| 2015                    | 6,128,971    | 50,448     | 1,805              |
| 2016                    | 6,684,564    | 54,632     | 1,776              |
| 2017                    | 7,388,964    | 59,477     | 1,824              |
| 2018                    | 7,327,019    | 60,955     | 1,606              |
| Source: Aena Statistics |              |            |                    |